# Lindenthal (okręg administracyjny Kolonii)
Lindenthal, Köln-Lindenthal – okręg administracyjny (niem. Stadtbezirk) w Kolonii, w Niemczech, w kraju związkowym Nadrenia Północna-Westfalia. 
W skład okręgu administracyjnego wchodzi dziewięć dzielnic (Stadtteil):
1. Braunsfeld
2. Junkersdorf
3. Klettenberg
4. Lindenthal
5. Lövenich
6. Müngersdorf
7. Sülz
8. Weiden
9. Widdersdorf